# Koszmosz–833
A Koszmosz–833 (oroszul: Космос 833) Koszmosz műhold, a szovjet műszeres műhold-sorozat tagja, a felderítő műholdak második generációs tagja.

## Küldetés
Pályasíkjában teljes körű optikai (televíziós képrögzítés) felderítést végzett. Az űrhajó a Zenit–4  (Зенит-4) fotóberendezés űrkörülmények közötti változata. A komplex kamera Ftor-4 (Фтор-4) képalkotó  rendszerének hossza 3 méter, felbontása 5-3 méter, szolgálati ideje alatt több ezer képet készített.

## Jellemzői
Az NPO Energiya (НПО Энергия) vállalat építette, a központi konstrukciós iroda (CSKB) [Центральное специализированное конструкторское бюро (ЦСКБ)] megbízásából. A moszkvai (MO) [Министерство обороны] minisztérium üzemeltette.
1976. június 15-én a Pleszeck indítóállomásról egy Voszhod hordozórakéta (11A57)  juttatta közeli Föld körüli pályára. Az orbitális egység pályája 89.4 perces, 62.8 fokos hajlásszögű, elliptikus pálya perigeuma 178 kilométer, apogeuma 313 kilométer volt. Szabványosított műhold. Áramforrása kémiai, élettartama maximum 10 nap. Hasznos tömege 4000 kilogramm. Gázfúvókái segítségével manőverezésre volt képes. A visszatérő modul 3100 kilogramm, hossza 5 méter, átmérője 2.43 méter, térfogara 5.2 köbméter.
Június 29-én földi utasításra belépett a légkörbe, hagyományos – ejtőernyős leereszkedés – módon ért Földet. A műszeres modul hermetikusan zárt egysége 2400 kilogramm, hossza 2.43 méter, átmérője 2.43 méter.